# Aglaia argentea
Aglaia argentea är en tvåhjärtbladig växtart som beskrevs av Carl Ludwig von Blume. Aglaia argentea ingår i släktet Aglaia och familjen Meliaceae. Inga underarter finns listade i Catalogue of Life.